# Asgard (cráter de Calisto)

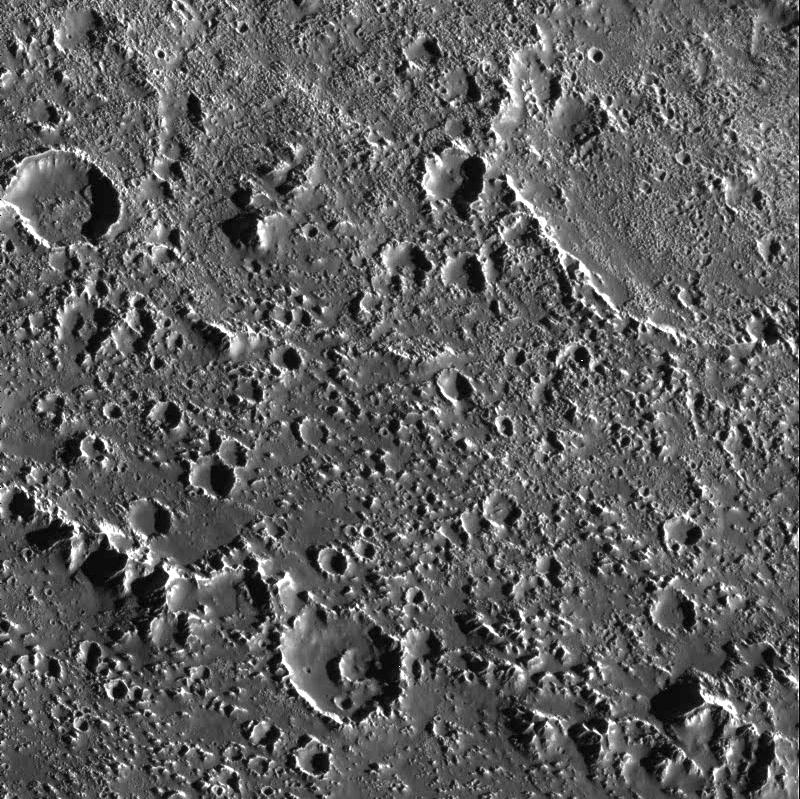
Superficie de la cuenca Asgard.

Asgard es la segunda estructura mayor de Calisto, un satélite de Júpiter, el tercero mayor del Sistema Solar. Esta cuenca de impacto mide 1600 km de diámetro aproximadamente. Se llama así en referencia a la mitología nórdica, en la cual era el mundo de los Æsir. La parte central de esta enorme estructura está dominada por el cráter de impacto Doh .
Otra estructura anillada está superpuesta en el norte con este accidente geográfico. Esta otra estructura se llama Utgard (también proviene de la mitología nórdica) y mide poco más de 600 km de diámetro Utgard es la cuarta estructura anillada mayor de este satélite. Una parte sustancial de Utgard está llena de depósitos (zonas brillantes) del cráter Burr, que es geológicamente joven. 